# 완 아지자 완 이스마일
완 아지자 완 이스마일(말레이어: Wan Azizah Wan Ismail)은 말레이시아의 정치인으로 현재 말레이시아 인민정의당(PKR; Parti Keadilan Rakyat)의 총재이다. 남편은 전 부총리이자 현재 야권의 실질적 대표인 안와르 이브라힘이다.

## 역대 선거 결과
| 선거명      | 직책명                          | 대수 | 정당       | 득표율 | 득표수   | 결과 | 당락                     |
| ----------- | ------------------------------- | ---- | ---------- | ------ | -------- | ---- | ------------------------ |
| 1999년 선거 | 하원의원 (피낭 제41선거구)      | 10대 | 인민정의당 | 61.77% | 23,820표 | 1위  | 피낭 하원의원 당선       |
| 2004년 선거 | 하원의원 (피낭 제41선거구)      | 11대 | 인민정의당 | 50.69% | 21,737표 | 1위  | 피낭 하원의원 당선       |
| 2008년 선거 | 하원의원 (피낭 제41선거구)      | 12대 | 인민정의당 | 64.16% | 30,348표 | 1위  | 피낭 하원의원 당선       |
| 2015년 선거 | 하원의원 (피낭 제41선거구)      | 13대 | 인민정의당 | 58.01% | 30,316표 | 1위  | 피낭 하원의원 당선       |
| 2018년 선거 | 하원의원 (슬랑오르 제100선거구) | 14대 | 인민정의당 | 75.47% | 64,733표 | 1위  | 슬랑오르 하원의원 당선   |
| 2022년 선거 | 하원의원 (연방직할구 선거구)    | 15대 | 희망연대   | 46.74% | 43,476표 | 1위  | 연방직할구 하원의원 당선 |

## 같이 보기
- 희망연맹